# Бредюк Олександр Іванович
Олекса́ндр Іва́нович Бредюк — майор Збройних сил України.

## Бойовий шлях
Командир п'ятої ротації зведеного загону міліції Чернігівщини. Кілька разів доводилося затримувати сепаратистів, також корегувальника вогню; затриманих передали військовій контррозвідці. Проводили бойові завдання із зачистки Брусівки, Закітного, Миколаївки та Сіверська в Донецькій області.
В кінці вересня 2014 року із загоном повернувся на Чернігівщину у часі його третьої ротації. Останній час ніс службу на Луганщині.

## Нагороди
15 липня 2014 року — за особисту мужність і героїзм, виявлені у захисті державного суверенітету та територіальної цілісності України, вірність військовій присязі під час російсько-української війни, відзначений — нагороджений орденом «За мужність» III ступеня.